# Vicente Tosta
Vicente Tosta Carrasco (ur. 27 października 1886, zm. 7 sierpnia 1930) – generał armii Hondurasu i polityk.
W 1919 uczestniczył w obalaniu prezydenta Francisco Bertranda, który to przewrót wojskowy wyniósł do władzy Rafaela Lópeza Gutiérreza. W 1924 zorganizował obalenie Tiburcio Caríasa Andino i objął po nim urząd prezydenta: sprawował go tymczasowo od 30 kwietnia 1924 do 1 lutego 1925 z ramienia Partii Liberalnej. W 1928 założył Partię Niezależną.